# Gargara lata
Gargara lata är en insektsart som beskrevs av William D. Funkhouser. Gargara lata ingår i släktet Gargara och familjen hornstritar. Inga underarter finns listade i Catalogue of Life.